# BMW

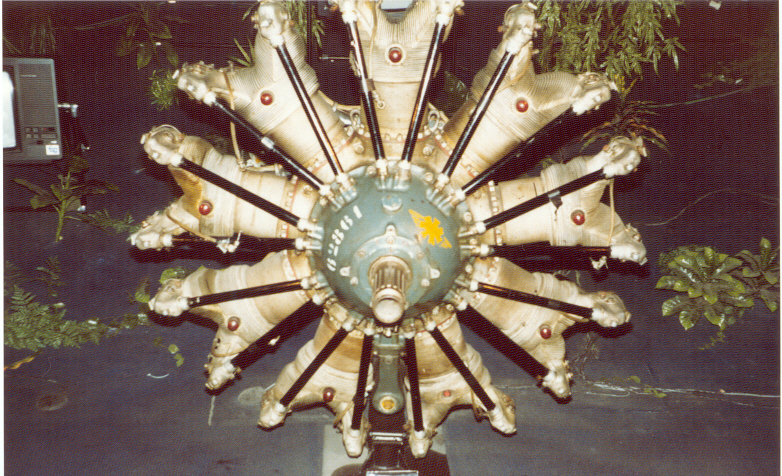
BMW 132-vliegtuigmotor

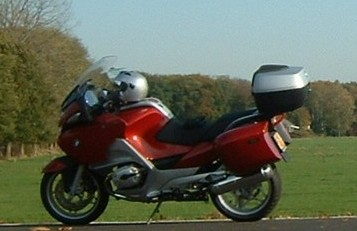
BMW R1200RT

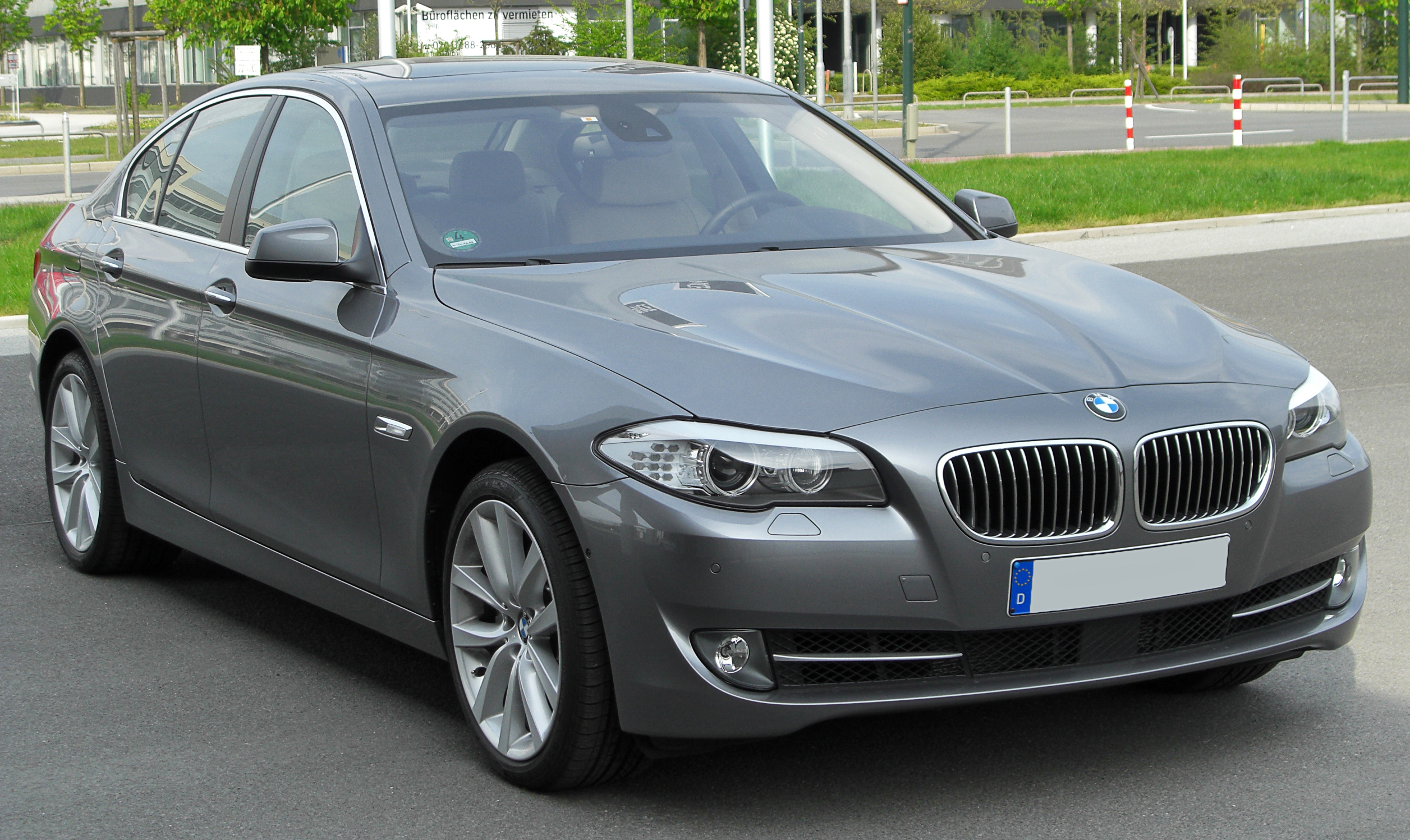
BMW F10

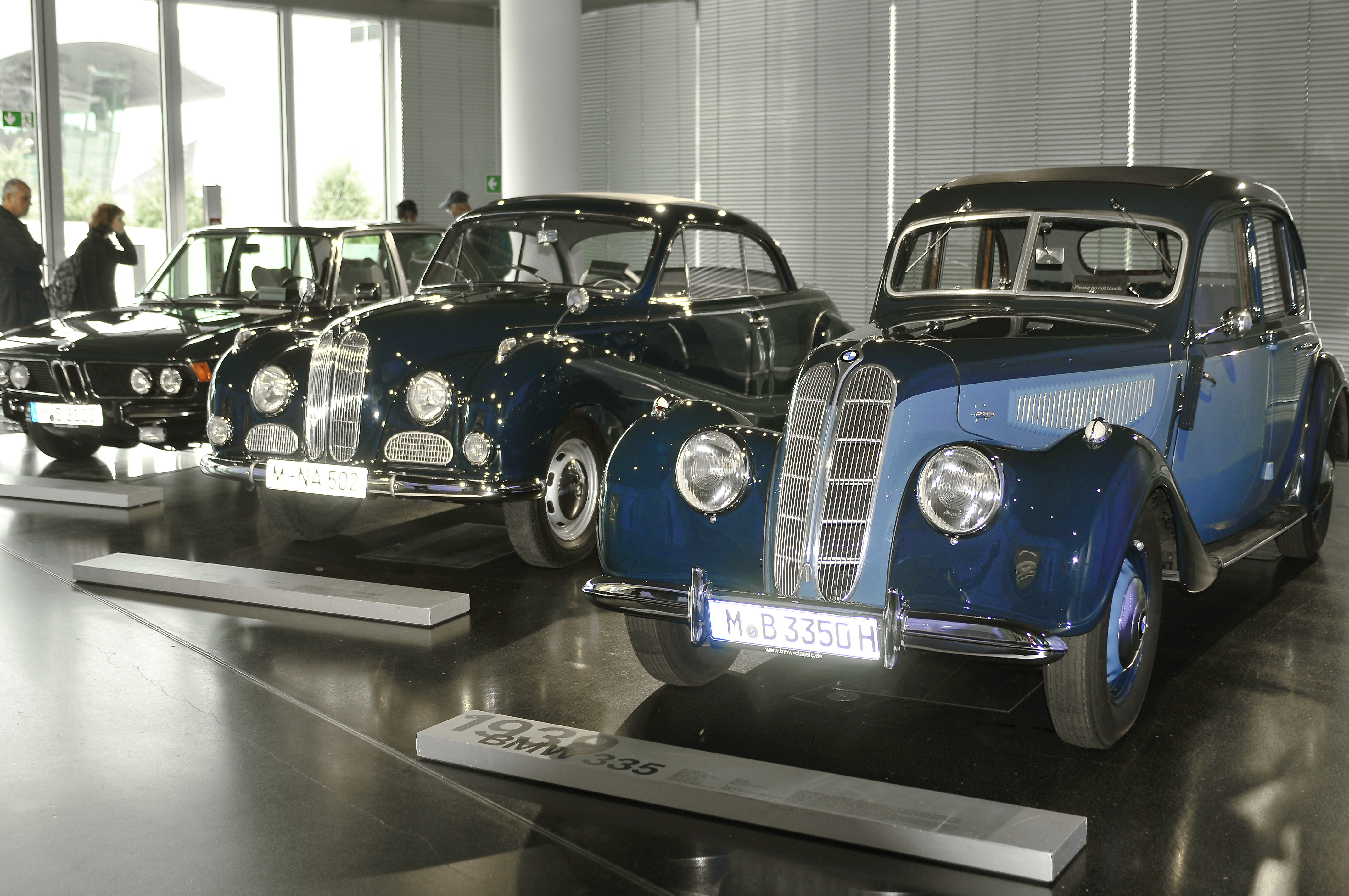
BMW E3, 501 en 335

Bayerische Motoren Werke (Nederlands: Beierse Motorfabrieken), kortweg BMW, is een Duitse onderneming die auto's en motorfietsen produceert. De onderneming is gevestigd in München.

## Activiteiten
BMW is ook het moederbedrijf van Rolls-Royce Motor Cars, en produceert eveneens automobielen onder de naam Mini. In 2014 produceerde BMW voor het eerst in de bedrijfsgeschiedenis meer dan 2 miljoen voertuigen. In 2023 werden 2,55 miljoen voertuigen verkocht, waarvan 2,25 miljoen BMW's, 300.000 Mini's en 6000 luxewagens van Rolls-Royce. Hiervan was 22,2% elektrische auto's van de typen BMWi, BMW iPerformance en MINI Electric vehicles (2022: 13,0% en 2017: 4,2%). Voor 2025 verwacht BMW dat dit aandeel zal zijn gestegen naar minimaal 30%. BMW verkoopt zijn motorfietsen onder de merknaam BMW Motorrad. In 2022 werkten er 149.475 mensen voor het bedrijf, dit was een forse toename versus 2021 hoofdzakelijk een gevolg van de consolidatie van BMW Brilliance.
In 2023 was de Volksrepubliek China veruit de belangrijkste afzetmarkt, hier werd 33% van de autoverkopen gerealiseerd. Duitsland stond op de derde plaats na de Verenigde Staten. Deze drie landen namen bijna 60% van alle voertuigverkopen voor hun rekening.
BMW heeft 31 fabrieken in 15 landen. De meeste voertuigen werden in Duitse fabrieken gefabriceerd. In het Amerikaanse Spartanburg liepen 410.000 voertuigen van de lopende band, de Chinese joint venture BMW Brilliance Automotive leverde 728.000 voertuigen af uit de twee fabrieken (Dadang en Tiexi) en VDL Nedcar in Born produceerde zo'n 120.000 MINI's.
In 2023 werden 209.000 motorfietsen afgeleverd.

### Resultaten BMW Groep
Het BMW-merk heeft veruit het grootste omzetaandeel, de motorenverkoop beslaat zo'n 2% in het totaal. Van de totale omzet werd in 2023 zo'n 38% gerealiseerd in Europa, 24% in Noord-Amerika en 36% in Azië.
De grote stijging van de omzet, resultaat en aantal medewerkers in 2022 was vooral het gevolg van de consolidatie van de joint venture BMW Brilliance. Dit leidde tot een extra omzet van 28 miljard euro en een eenmalige winst van 8 miljard euro door de herwaardering van deze deelneming.
| Jaar | Verkoopcijfers | Verkoopcijfers | Verkoopcijfers | Verkoopcijfers | Aantal werknemers (per 31-12) | Omzet (× miljard) | Nettoresultaat (× miljard) |
| Jaar | BMW auto's     | Mini           | Rolls-Royce    | Motoren        | Aantal werknemers (per 31-12) | Omzet (× miljard) | Nettoresultaat (× miljard) |
| ---- | -------------- | -------------- | -------------- | -------------- | ----------------------------- | ----------------- | -------------------------- |
| 2000 | 834.519        | –              | 103            | 74.397         | 93.624                        | € 35,356          | € 1,026                    |
| 2001 | 880.677        | 24.980         | –              | 84.713         | 97.275                        | € 38,463          | € 1,866                    |
| 2002 | 913.225        | 144.119        | –              | 92.599         | 101.395                       | € 42,411          | € 2,020                    |
| 2003 | 928.151        | 176.465        | 300            | 92.962         | 104.342                       | € 41,525          | € 1,947                    |
| 2004 | 1.023.583      | 184.357        | 792            | 92.266         | 105.972                       | € 44,335          | € 2,242                    |
| 2005 | 1.126.768      | 200.428        | 796            | 97.474         | 105.798                       | € 46,656          | € 2,239                    |
| 2006 | 1.185.088      | 188.077        | 805            | 103.759        | 106.575                       | € 48,999          | € 2,874                    |
| 2007 | 1.276.793      | 237.700        | 1.010          | 104.396        | 107.539                       | € 56,010          | € 3,134                    |
| 2008 | 1.202.239      | 235.019        | 1.212          | 104.220        | 100.041                       | € 53,197          | € 0,333                    |
| 2009 | 1.068.770      | 216.538        | 1.002          | 82.631         | 96.230                        | € 50,681          | € 0,210                    |
| 2010 | 1.224.280      | 234.175        | 2.711          | 99.236         | 95.453                        | € 60,477          | € 3,243                    |
| 2011 | 1.380.384      | 285.060        | 3.538          | 104.286        | 100.306                       | € 68,821          | € 4,907                    |
| 2012 | 1.540.085      | 301.526        | 3.575          | 106.358        | 105.876                       | € 76,848          | € 5,111                    |
| 2013 | 1.655.138      | 305.030        | 3.630          | 115.215        | 110.351                       | € 76,059          | € 5,329                    |
| 2014 | 1.811.719      | 302.183        | 4.063          | 123.495        | 116.324                       | € 80,401          | € 5,817                    |
| 2015 | 1.905.234      | 338.466        | 3.785          | 136.963        | 122.244                       | € 92,175          | € 6,396                    |
| 2016 | 2.003.359      | 360.233        | 4.011          | 145.032        | 124.729                       | € 94,163          | € 6,910                    |
| 2017 | 2.088.283      | 371.881        | 3.362          | 185.682        | 129.932                       | € 98,678          | € 8,706                    |
| 2018 | 2.125.026      | 361.531        | 4.107          | 162.687        | 134.682                       | € 97,480          | € 7,207                    |
| 2019 | 2.185.793      | 347.474        | 5.100          | 175.162        | 133.778                       | € 104,210         | € 5,022                    |
| 2020 | 2.028.841      | 292.582        | 3.756          | 169.272        | 120.726                       | € 98,990          | € 3,857                    |
| 2021 | 2.213.790      | 302.138        | 5.586          | 194.261        | 118.909                       | € 111,239         | € 12,463                   |
| 2022 | 2.100.689      | 292.922        | 6.021          | 202.895        | 149.475                       | € 142,610         | € 18,582                   |
| 2023 | 2.253.835      | 295.474        | 6.032          | 209.257        | 154.950                       | € 155,498         | € 12,165                   |
| 2024 | 2.200.217      | 244.925        | 5.712          | 210.385        |                               |                   |                            |
| Jaar | Verkoopcijfers | Verkoopcijfers | Verkoopcijfers | Verkoopcijfers | Aantal werknemers (per 31-12) | Omzet (× miljard) | Nettoresultaat (× miljard) |
| Jaar | BMW auto's     | Mini           | Rolls-Royce    | Motoren        | Aantal werknemers (per 31-12) | Omzet (× miljard) | Nettoresultaat (× miljard) |

### Vestigingen
De hoofdvestiging van Bayerische Motoren Werke in München is de BMW Viercilinder, een gebouw dat qua vorm zijn naam eer aan doet. Het gebouw is door de Oostenrijkse architect Karl Schwanzer ontworpen. Een ander gebouw in de stad, eveneens van de hand van Schwanzer, is het BMW Museum. Beide gebouwen werden opgeleverd voor het begin van de Olympische Zomerspelen 1972.
Een nieuwe vestiging in München voor het concern is BMW Welt, een complex dat werd ontwikkeld door het architectenconcern Coop Himmelb(l)au. BMW heeft met dit gebouw voor ogen de dialoog met de klant te versterken en een belevingservaring op te wekken wanneer ze hun nieuwe voertuig afhalen. In het gebouw wordt ook voorzien in gastronomische verzorging, informatiedienstverlening en winkels met BMW-onderdelen.
In 1994 opende BMW in de Amerikaanse staat South Carolina zijn eerste assemblagefabriek op het Amerikaanse continent: BMW Manufacturing Co. Spartanburg. Begin 2014 gaf BMW aan de fabriek sterk uit te breiden. Met een investering van 1 miljard dollar gespreid over twee jaren wordt de capaciteit met 50% uitgebreid. In 2016 kan BMW er 450.000 voertuigen per jaar maken en werken er zo'n 8800 medewerkers. In Mexico bouwt BMW een fabriek in San Luis Potosi. Deze fabriek gaat in 2019 open en krijgt ongeveer 1500 medewerkers.
Sinds 2003 heeft BMW een joint venture met Brilliance in de Volksrepubliek China. BMW Brilliance Automotive is verantwoordelijk voor de productie en verkoop van voertuigen in het land. Er zijn diverse fabrieken in Shenyang, waaronder een complete automotorenfabriek geopend in 2016, en de joint venture telt zo'n 17.000 medewerkers. Op 11 februari 2022 verhoogde BMW het aandelenbelang in BMW Brilliance van 50% naar 75%.

## Aandeelhouders
BMW is een familiaal, doch beursgenoteerd bedrijf, waarvan het aandelenkapitaal verdeeld is over twee klassen van aandelen:
- gewone aandelen (common stock): 580 miljoen (23 juli 2023), van elk 1 euro nominale waarde; deze maken ongeveer 91% van het totale aandelenkapitaal uit, en
- bevoorrechte aandelen (preferred stock): 59 miljoen (23 juli 2023), met eveneens een nominale waarde van 1 euro, maar hebben geen stemrecht en krijgen iets meer dividend uitgekeerd dan de gewone aandelen; ze maken ongeveer 9% uit van het totale aandelenkapitaal.

Het aandeel vrij verhandelbare gewone aandelen bedraagt ongeveer 51%. De familie Quandt heeft nog steeds het grootste deel van de aandelen in handen.
Per eind 2014 bezaten Johanna Quandt (16,87% van het totale aandelenkapitaal, waarvan 0,4% direct en 16,4% indirect via haar vennootschap Johanna Quandt GmbH & Co. KG für Automobilwerte) en haar twee kinderen Stefan Quandt (17,4% van de aandelen, indirect via zijn vennootschap AQTON SE) en Susanne Klatten (naam van haar echtgenoot; 12,6%, indirect via haar vennootschap Susanne Klatten Beteiligungs GmbH) als belangrijkste aandeelhouders samen 46,8% van alle aandelen.
Johanna Quandt stierf op 3 augustus 2015 op 89-jarige leeftijd in haar huis te Bad Homburg vor der Höhe. Haar aandelenpakket ging over naar Stefan en Susanne. Per 18 juli 2023 houdt Stefan de BMW-aandelen indirect via AQTON SE en AQTON GmbH & Co. KG für Automobilwerte, bij elkaar heeft Stefan 26,6% van de gewone aandelen in handen. Susanne heeft 21,7% van de gewone aandelen, veruit het meeste via Susanne Klatten Beteiligungs GmbH.

## Geschiedenis

### Oprichting door Karl Rapp en Gustav Otto
De geschiedenis begint op 15 februari 1912 bij de oprichting door de Duitse ingenieur in mechanica en luchtvaartpionier Karl Friedrich Rapp van zijn vliegtuigmotorfabriek met de naam Rapp Motorenwerke GmbH, voor het bouwen en commercialiseren van motoren voor eendekkers- en tweedekkers-vliegtuigen. Als locatie werd het Milbertshofendistrict in de Beierse stad München gekozen. Het bedrijf groeit snel en telt al 370 medewerkers in 1915.
In 1916 verkoopt Karl Rapp zijn bedrijf aan Gustav Otto, die het fusioneert met zijn in 1912 opgerichte bedrijf "Aerowerke Gustav Otto" (A.G.O.). Het nieuwe bedrijf krijgt de naam Bayerische Flugzeug Werke. BMW beschouwt de oprichtingsdatum van zijn juridische voorganger Bayerische Flugzeug Werke (7 maart 1916) als zijn echte oprichtingsdatum en op 7 maart 2016 werd de 100-ste verjaardag van het concern gevierd.

### Eerste Wereldoorlog
In 1916 verkreeg het bedrijf een contract om V12 motoren te bouwen voor Oostenrijk-Hongarije. Rapp zocht extra kapitaal en vond dat bij Camillo Castiglioni en Max Friz. Een te snelle uitbreiding zorgde voor problemen, waarna Rapp het bedrijf verliet. De leiding van het bedrijf werd overgenomen door Franz Josef Popp, en het bedrijf werd omgedoopt tot Bayerische Motoren Werke GmbH. In 1918 werd de rechtsvorm van het bedrijf veranderd van een GmbH in een AG (Aktiengesellschaft): "Bayerische Motoren Werke AG".
Na de Eerste Wereldoorlog werd de fabriek eerst een tijdje gesloten, omdat het Duitse bedrijf door de bepalingen van het Verdrag van Versailles verboden werd om nog (militaire) vliegtuigmotoren te produceren. Na heropening ging de fabriek voornamelijk remmen voor spoorwegwagons produceren, onder de naam Süddeutsche Bremsen-AG ("Südbremse"). Na verkoop van het bedrijf aan Knorr-Bremse koopt voormalig meerderheidsaandeelhouder Camillo Castiglioni in 1922 de naam BMW terug en verkoopt deze aan de Bayerische Flugzeug Werke. Onder de nieuwe naam BMW produceerde de voormalige BFW motoren voor verscheidene producten, later ook voor motorfietsen en personenwagens. In 1923 begon Bayerische Motoren Werke (BMW) met de productie van de eerste motorfiets, de BMW R32. In 1928 nam BMW de voertuigfabriek Eisenach A.G. over, waar men de kleine Dixi bouwde. Dit was voor Bayerische Motoren Werke de start als autofabrikant. In maart 1929 produceerde BMW de eerste auto: de BMW 3/15 (de 15 verwees naar het aantal pk), een afgeleide van de Austin Seven.
BMW's eerste echte eigen auto's werden vanaf 1933 geproduceerd. Dit waren meer geavanceerde zescilinder sportwagens en sedans. Vooral de 327 sedan en 328 roadster, snelle tweeliter wagens, waren zeer geavanceerd voor hun tijd. Onder meer dankzij deze modellen kreeg BMW een naam als bouwer van sportieve auto's.

### Tweede Wereldoorlog
Tijdens de Tweede Wereldoorlog leverde het motoren aan de Luftwaffe en motorfietsen en andere voertuigen aan de Wehrmacht. Een van de motortypen was de 801, een van de krachtigste motoren in die tijd. Een type zijspancombinatie werd Wehrmachtsgespann genoemd. Tot 1945 werden er in totaal meer dan 30.000 geproduceerd. De vestiging in München maakte voor de fabricage ervan ruim gebruik van dwangarbeiders: buitenlandse burgers, krijgsgevangenen en gevangenen uit het concentratiekamp Dachau. De BMW-fabriek in Eisenach heeft ook onderzoek gedaan naar straalmotoren, en heeft op raketten gebaseerde wapens geproduceerd.
De fabrieken werden tegen het einde van de oorlog zwaar gebombardeerd. De fabriek in München werd voor het grootste deel verwoest. De fabrieken in oostelijk Duitsland (Eisenach, Dürrerhof, Basdorf en Zühlsdorf) werden door de Sovjet-Unie in beslag genomen. De Sovjets gingen de BMW ontwerpen nabouwen, maar het betrof feitelijk alleen auto's en de eencilinder BMW R35. Daarom zijn de merken IMZ Ural en KMZ Dnepr geen kopieën van het in Eisenach geproduceerde Wehrmachtsgespann. De Sovjet-boxermachines waren nagemaakte BMW R71 zijspancombinaties, die al in 1939 via Zweedse tussenpersonen waren aangekocht. Rusland produceert het type onder de naam IMZ Ural; Oekraïne onder de naam KMZ Dnepr; en Kazachstan onder de naam Kozak.

### 1945-2000

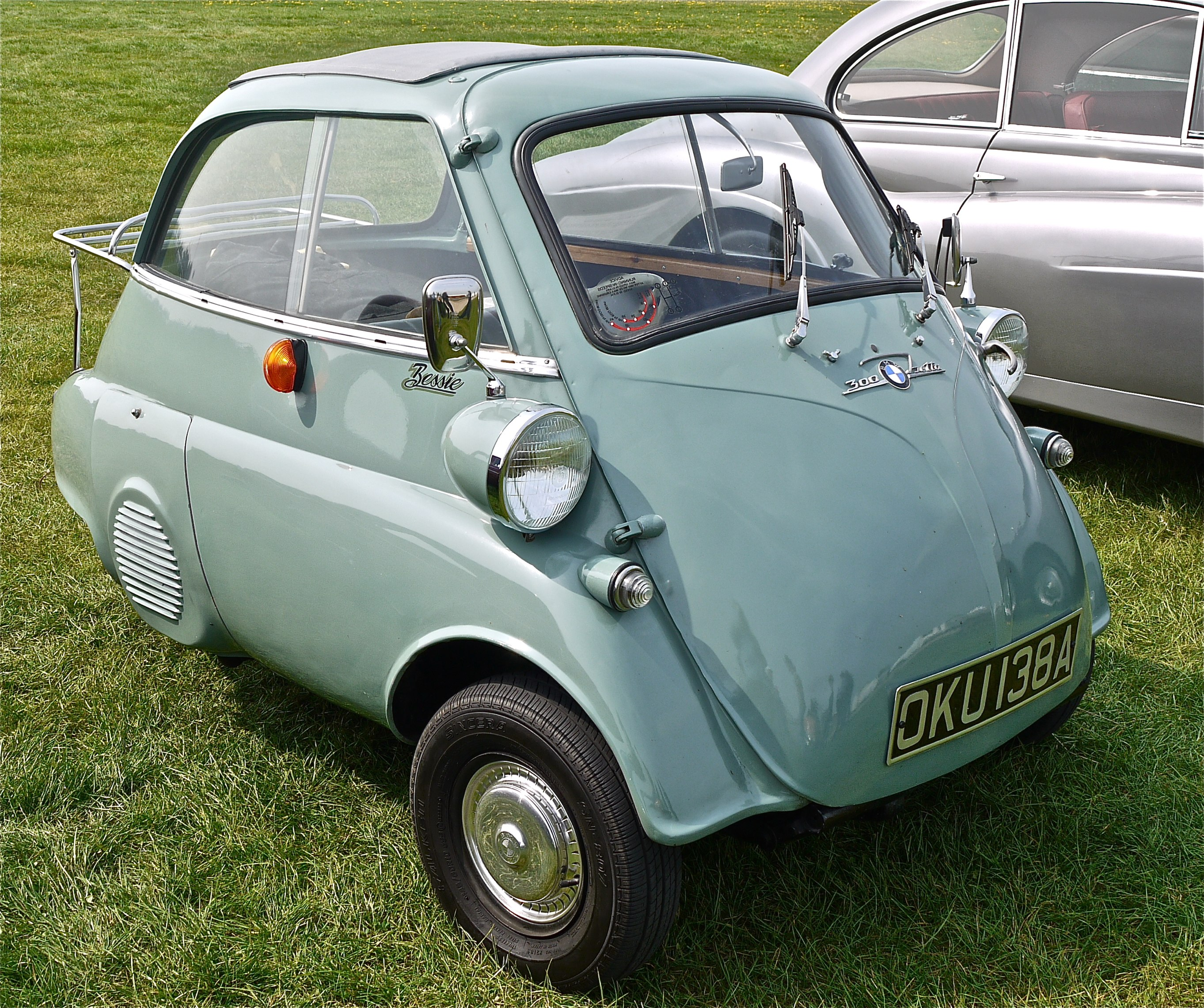
BMW Isetta

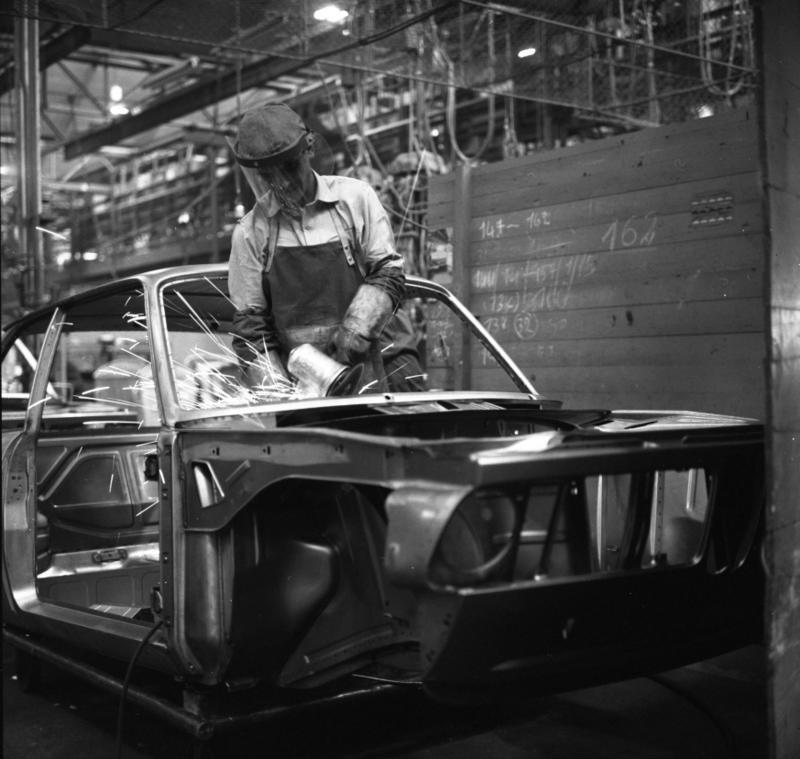
Medewerker in de BMW-fabriek in 1968, werkend aan een 1600-model

Na de oorlog herstelde BMW zich. De onderneming dreef vooral op de bouw van motorfietsen. Men bouwde na de oorlog voornamelijk grote sportwagens en limousines met V8 motor die maar mondjesmaat werden verkocht.  
In 1959 stond BMW er financieel zeer slecht voor, door een gebrek aan nieuwe modellen en slecht bestuur. In de aandeelhoudersvergadering van 1 december 1959 kwam een plan op tafel om nieuwe aandelen uit te geven, met Daimler-Benz als enige koper die daarmee een meerderheidsbelang zou verkrijgen. In de 10 uur durende vergadering werd dit plan door de aandeelhouders weggestemd. Herbert Quandt had voor de vergadering reeds een flinke aandelenpakket van BMW op de beurs gekocht en na de vergadering ging hij zich actief en met succes met de bedrijfsvoering bemoeien. De redding kwam mede in de vorm van een driewielig 'scootmobiel' de BMW Isetta, in licentie van het Italiaanse Iso, en de BMW 700. In 1968 was de omzet van BMW gestegen tot zo'n 1 miljard Duitse mark. Herbert Quandt was met 40% van de aandelen veruit de grootste aandeelhouder.
De doorbraak kwam met de BMW 1500 uit 1961. Halverwege de jaren zestig had BMW behoefte aan extra productiecapaciteit, terwijl de ontwikkelings- en productiekosten bij Hans Glas GmbH juist te hoog werden. BMW nam de firma Glas in Dingolfing in november 1966 over voor 9,1 miljoen DM. Sommige Glas modellen werden nog enkele jaren in productie gehouden, zoals de 1700 GT Coupé die als BMW 1600 Coupé verderging, en enkele Goggomobil modellen. De Glas 3000 V8 werd juist in productie genomen, en kreeg zelfs geen echt BMW uiterlijk, met uitzondering van het logo op de grille. In 1969 liep de laatste Goggomobil van de band in Dingolfing. Vanaf dat moment werden hier uitsluitend nog BMW's geproduceerd. Sindsdien bouwde BMW een gamma van sportieve sedans en coupés op die leverbaar waren met veel verschillende motoren, wat in de jaren zestig bijzonder was. Het merk creëerde een nieuw genre met de 323i uit 1977, een relatief kleine sedan met achterwielaandrijving en een zes-in-lijn benzinemotor onder de motorkap. Kenmerkend voor BMW-automobielen is dat de meeste van hun auto's achterwielaangedreven zijn, al is vierwielaandrijving tegenwoordig op veel modellen ook leverbaar.
Zoals vele andere automerken zag BMW zich in strijd met de concurrentie gedwongen uit te breiden. Het bedrijf nam in 1994 het Engels autofabrikant Rover Group over voor 1,7 miljard pond. In 1998 verloor BMW de strijd om Rolls-Royce van Volkswagen, maar kaapte de rechten op de naam Rolls-Royce, die bij Rolls-Royce Aerospace bleken te berusten, voor de neus van Volkswagen weg. Rover bleek een miskoop en werd in maart 2000 in twee gedeelten van de hand gedaan, waarbij BMW slechts de rechten op de Mini behield. De overname van Rover is een schoolvoorbeeld van een slechte acquisitie. In 2002 bracht BMW een retro-versie van de vroegere Mini op de markt die wel succesvol is.
Ook in de motorfietsbranche deed BMW goede zaken, de bekende tweecilinder tweewielers werden vanaf de jaren zestig populair bij overheidsdiensten en het grote publiek. Begin jaren tachtig maakte BMW de fout de populaire boxermotor te willen laten vallen in het voordeel van drie- en viercilinder in lijnblokken. Dat besluit werd na stormachtige protesten snel weer teruggedraaid. BMW heeft sindsdien de typische boxermotor verder ontwikkeld tot een modern blok met vier kleppen per cilinder en dubbele bougie. Tussen 2007 en 2013 was BMW ook eigenaar van de motorenfabriek van Husqvarna.

### 2000-heden
In mei 2003 richtte BMW samen met de Chinese automobielfabrikant Brilliance een joint venture op met de naam BMW Brilliance Automotive Ltd. (BBA). Het belangrijkste doel is de productie van BMW voertuigen in China, maar ook onderzoek en ontwikkeling, verkoop en after-sales services. BBA maakte in 2017 vijf modellen: BMW 1-series sedan, BMW 2-series Tourer, BMW 3-series, BMW 5-series en BMW X1. Al deze voertuigen worden geproduceerd in de twee fabrieken, Dadong en Tiexi, in Shenyang. In januari 2016 werd een automotorenfabriek geopend en in 2017 volgde een accufabriek. In oktober 2018 bereikte BMW overeenstemming om zijn belang in BBA te verhogen van 50% naar 75%. BMW is bereid 3,6 miljard euro te betalen voor het extra aandelenbelang. Verder hebben de twee besloten het samenwerkingscontract te verlengen van 2028 tot 2040.
Medio 2012 werd bekend dat VDL Nedcar vanaf de zomer 2014 BMW Mini’s gaat bouwen. BMW zal jaarlijks 60.000 tot 90.000 Mini’s laten produceren tot het jaar 2020. Na een verbouwing werd op 17 juli 2014 de vernieuwde fabriek van VDL Nedcar officieel geopend. In 2017 produceerde VDL Nedcar bijna 170.000 Mini's, op een totale productie van 378.000 Mini's kwam het aandeel van VDL Nedcar op 45%.
In 2014 produceerde BMW voor het eerst meer dan twee miljoen voertuigen.
Medio 2018 tekenden BMW en het Chinese Great Wall Motor een contract voor een nieuwe joint venture. Zowel BMW als Great Wall Motor krijgen elk 50% van de aandelen. Het nieuwe samenwerkingsverband draagt de naam Spotlight Automotive Limited en gaat zich volledig richten op elektrische auto's en begint met de productie van volledig elektrische Mini's. Later komen ook elektrische voertuigen van Great Wall Motor, met BMW-techniek, bij. De joint venture wordt gevestigd in Jiangsu, aan de Chinese oostkust, en daar komen ook de fabrieken.
In juli 2021 gaf de Europese Commissie een boete van 372 miljoen euro aan BMW. Volkswagen kreeg ook een boete van 502 miljoen omdat drie autofabrikanten zich schuldig hadden gemaakt aan kartelvorming.  De drie hebben onderling afspraken gemaakt over de uitstoot van stikstofoxide door nieuwe dieselauto’s. De techniek was beschikbaar om de uitstoot te verminderen, maar ze hebben afgesproken dit niet te gebruiken om concurrentie te vermijden. Daimler was de derde partij, maar omdat dit bedrijf melding had gedaan bij de EC ontliep deze een geldstraf.
In 2018 werden de Chinese regels voor buitenlandse investeerders in het land afgezwakt. In februari 2022 heeft BMW het aandelenbelang in de Chinese joint venture BMW Brilliance Automotive verhoogd van 50% naar 75%. De resterende 25% blijft in handen van de huidige partner Brilliance China Automotive Holdings Ltd.. BMW betaalde 3,7 miljard euro voor het extra aandelenpakket. BMW mag vanaf 11 februari de resultaten van de joint venture consolideren en de transactie leidt tot een eenmalige boekwinst van 7 à 8 miljard euro voor BMW.

## Logo
Het logo bestaat uit een zwarte ring met de hoofdletters BMW. Daarbinnen staat een blauw-wit geblokt veld, een verwijzing naar het wapen van Beieren. Nadat BMW vliegtuigmotoren ging fabriceren, ontstond het verhaal dat het logo een verwijzing is naar een propeller. Ook BMW zelf hield dit verhaal in stand. Pas in 2005 werd de ware oorsprong van het logo weer bekend. De kleuren van het logo slaan op de kleuren van de Zuid-Duitse deelstaat Beieren.

## Tijdlijnpersonenauto's(vanaf 1952)
| BMW-modellen van 1952 tot heden | BMW-modellen van 1952 tot heden | BMW-modellen van 1952 tot heden | BMW-modellen van 1952 tot heden | BMW-modellen van 1952 tot heden | BMW-modellen van 1952 tot heden | BMW-modellen van 1952 tot heden | BMW-modellen van 1952 tot heden | BMW-modellen van 1952 tot heden | BMW-modellen van 1952 tot heden | BMW-modellen van 1952 tot heden | BMW-modellen van 1952 tot heden | BMW-modellen van 1952 tot heden | BMW-modellen van 1952 tot heden | BMW-modellen van 1952 tot heden | BMW-modellen van 1952 tot heden | BMW-modellen van 1952 tot heden | BMW-modellen van 1952 tot heden | BMW-modellen van 1952 tot heden | BMW-modellen van 1952 tot heden | BMW-modellen van 1952 tot heden | BMW-modellen van 1952 tot heden | BMW-modellen van 1952 tot heden | BMW-modellen van 1952 tot heden | BMW-modellen van 1952 tot heden | BMW-modellen van 1952 tot heden | BMW-modellen van 1952 tot heden | BMW-modellen van 1952 tot heden | BMW-modellen van 1952 tot heden | BMW-modellen van 1952 tot heden | BMW-modellen van 1952 tot heden | BMW-modellen van 1952 tot heden | BMW-modellen van 1952 tot heden | BMW-modellen van 1952 tot heden | BMW-modellen van 1952 tot heden | BMW-modellen van 1952 tot heden | BMW-modellen van 1952 tot heden | BMW-modellen van 1952 tot heden | BMW-modellen van 1952 tot heden | BMW-modellen van 1952 tot heden | BMW-modellen van 1952 tot heden | BMW-modellen van 1952 tot heden | BMW-modellen van 1952 tot heden | BMW-modellen van 1952 tot heden | BMW-modellen van 1952 tot heden | BMW-modellen van 1952 tot heden | BMW-modellen van 1952 tot heden | BMW-modellen van 1952 tot heden | BMW-modellen van 1952 tot heden | BMW-modellen van 1952 tot heden | BMW-modellen van 1952 tot heden | BMW-modellen van 1952 tot heden | BMW-modellen van 1952 tot heden | BMW-modellen van 1952 tot heden | BMW-modellen van 1952 tot heden | BMW-modellen van 1952 tot heden | BMW-modellen van 1952 tot heden | BMW-modellen van 1952 tot heden | BMW-modellen van 1952 tot heden | BMW-modellen van 1952 tot heden | BMW-modellen van 1952 tot heden | BMW-modellen van 1952 tot heden | BMW-modellen van 1952 tot heden | BMW-modellen van 1952 tot heden | BMW-modellen van 1952 tot heden | BMW-modellen van 1952 tot heden | BMW-modellen van 1952 tot heden | BMW-modellen van 1952 tot heden | BMW-modellen van 1952 tot heden | BMW-modellen van 1952 tot heden | BMW-modellen van 1952 tot heden | BMW-modellen van 1952 tot heden | BMW-modellen van 1952 tot heden | BMW-modellen van 1952 tot heden | BMW-modellen van 1952 tot heden | BMW-modellen van 1952 tot heden | BMW-modellen van 1952 tot heden |
| ------------------------------- | ------------------------------- | ------------------------------- | ------------------------------- | ------------------------------- | ------------------------------- | ------------------------------- | ------------------------------- | ------------------------------- | ------------------------------- | ------------------------------- | ------------------------------- | ------------------------------- | ------------------------------- | ------------------------------- | ------------------------------- | ------------------------------- | ------------------------------- | ------------------------------- | ------------------------------- | ------------------------------- | ------------------------------- | ------------------------------- | ------------------------------- | ------------------------------- | ------------------------------- | ------------------------------- | ------------------------------- | ------------------------------- | ------------------------------- | ------------------------------- | ------------------------------- | ------------------------------- | ------------------------------- | ------------------------------- | ------------------------------- | ------------------------------- | ------------------------------- | ------------------------------- | ------------------------------- | ------------------------------- | ------------------------------- | ------------------------------- | ------------------------------- | ------------------------------- | ------------------------------- | ------------------------------- | ------------------------------- | ------------------------------- | ------------------------------- | ------------------------------- | ------------------------------- | ------------------------------- | ------------------------------- | ------------------------------- | ------------------------------- | ------------------------------- | ------------------------------- | ------------------------------- | ------------------------------- | ------------------------------- | ------------------------------- | ------------------------------- | ------------------------------- | ------------------------------- | ------------------------------- | ------------------------------- | ------------------------------- | ------------------------------- | ------------------------------- | ------------------------------- | ------------------------------- | ------------------------------- | ------------------------------- | ------------------------------- | ------------------------------- | ------------------------------- |
| Type                            | Serie                           | Jaren 50                        | Jaren 50                        | Jaren 50                        | Jaren 50                        | Jaren 50                        | Jaren 50                        | Jaren 50                        | Jaren 50                        | Jaren 60                        | Jaren 60                        | Jaren 60                        | Jaren 60                        | Jaren 60                        | Jaren 60                        | Jaren 60                        | Jaren 60                        | Jaren 60                        | Jaren 60                        | Jaren 70                        | Jaren 70                        | Jaren 70                        | Jaren 70                        | Jaren 70                        | Jaren 70                        | Jaren 70                        | Jaren 70                        | Jaren 70                        | Jaren 70                        | Jaren 80                        | Jaren 80                        | Jaren 80                        | Jaren 80                        | Jaren 80                        | Jaren 80                        | Jaren 80                        | Jaren 80                        | Jaren 80                        | Jaren 80                        | Jaren 90                        | Jaren 90                        | Jaren 90                        | Jaren 90                        | Jaren 90                        | Jaren 90                        | Jaren 90                        | Jaren 90                        | Jaren 90                        | Jaren 90                        | Jaren 00                        | Jaren 00                        | Jaren 00                        | Jaren 00                        | Jaren 00                        | Jaren 00                        | Jaren 00                        | Jaren 00                        | Jaren 00                        | Jaren 00                        | Jaren 10                        | Jaren 10                        | Jaren 10                        | Jaren 10                        | Jaren 10                        | Jaren 10                        | Jaren 10                        | Jaren 10                        | Jaren 10                        | Jaren 10                        | Jaren 20                        | Jaren 20                        | Jaren 20                        | Jaren 20                        | Jaren 20                        |                                 |                                 |
| Type                            | Serie                           | 2                               | 3                               | 4                               | 5                               | 6                               | 7                               | 8                               | 9                               | 0                               | 1                               | 2                               | 3                               | 4                               | 5                               | 6                               | 7                               | 8                               | 9                               | 0                               | 1                               | 2                               | 3                               | 4                               | 5                               | 6                               | 7                               | 8                               | 9                               | 0                               | 1                               | 2                               | 3                               | 4                               | 5                               | 6                               | 7                               | 8                               | 9                               | 0                               | 1                               | 2                               | 3                               | 4                               | 5                               | 6                               | 7                               | 8                               | 9                               | 0                               | 1                               | 2                               | 3                               | 4                               | 5                               | 6                               | 7                               | 8                               | 9                               | 0                               | 1                               | 2                               | 3                               | 4                               | 5                               | 6                               | 7                               | 8                               | 9                               | 0                               | 1                               | 2                               | 3                               | 4                               |                                 |                                 |
| Dwergauto                       | Iso                             |                                 |                                 |                                 | Isetta                          | Isetta                          | Isetta                          | Isetta                          | Isetta                          | Isetta                          | Isetta                          | Isetta                          |                                 |                                 |                                 |                                 |                                 |                                 |                                 |                                 |                                 |                                 |                                 |                                 |                                 |                                 |                                 |                                 |                                 |                                 |                                 |                                 |                                 |                                 |                                 |                                 |                                 |                                 |                                 |                                 |                                 |                                 |                                 |                                 |                                 |                                 |                                 |                                 |                                 |                                 |                                 |                                 |                                 |                                 |                                 |                                 |                                 |                                 |                                 |                                 |                                 |                                 |                                 |                                 |                                 |                                 |                                 |                                 |                                 |                                 |                                 |                                 |                                 |                                 |                                 |                                 |
| Miniklasse                      |                                 |                                 |                                 |                                 |                                 |                                 | 600                             | 600                             | 600                             |                                 |                                 |                                 |                                 |                                 |                                 |                                 |                                 |                                 |                                 |                                 |                                 |                                 |                                 |                                 |                                 |                                 |                                 |                                 |                                 |                                 |                                 |                                 |                                 |                                 |                                 |                                 |                                 |                                 |                                 |                                 |                                 |                                 |                                 |                                 |                                 |                                 |                                 |                                 |                                 |                                 |                                 |                                 |                                 |                                 |                                 |                                 |                                 |                                 |                                 |                                 |                                 |                                 |                                 |                                 |                                 |                                 |                                 |                                 |                                 |                                 |                                 |                                 |                                 |                                 |                                 |                                 |
| Compacte klasse                 |                                 |                                 |                                 |                                 |                                 |                                 |                                 |                                 | 700                             | 700                             | 700                             | 700                             | 700                             | 700                             | 700                             |                                 |                                 |                                 |                                 |                                 |                                 |                                 |                                 |                                 |                                 |                                 |                                 |                                 |                                 |                                 |                                 |                                 |                                 |                                 |                                 |                                 |                                 |                                 |                                 |                                 |                                 |                                 |                                 |                                 |                                 |                                 |                                 |                                 |                                 |                                 |                                 |                                 |                                 |                                 |                                 |                                 |                                 |                                 |                                 |                                 |                                 |                                 | i3 (I01)                        | i3 (I01)                        | i3 (I01)                        | i3 (I01)                        | i3 (I01)                        | i3 (I01)                        | i3 (I01)                        | i3 (I01)                        | i3 (I01)                        | i3 (I01)                        |                                 |                                 |                                 |                                 |
| Compacte middenklasse           | 1                               |                                 |                                 |                                 |                                 |                                 |                                 |                                 |                                 |                                 |                                 |                                 |                                 |                                 |                                 |                                 |                                 |                                 |                                 |                                 | 02 touring                      | 02 touring                      | 02 touring                      | 02 touring                      |                                 |                                 |                                 |                                 |                                 |                                 |                                 |                                 |                                 |                                 |                                 |                                 |                                 |                                 |                                 |                                 |                                 |                                 |                                 | E36 compact                     | E36 compact                     | E36 compact                     | E36 compact                     | E36 compact                     | E36 compact                     | E36 compact                     | E46 compact                     | E46 compact                     | E46 compact                     | E46 compact                     | E81/E82 /E87/E88                | E81/E82 /E87/E88                | E81/E82 /E87/E88                | E81/E82 /E87/E88                | E81/E82 /E87/E88                | E81/E82 /E87/E88                | E81/E82 /E87/E88                | F20/F21                         | F20/F21                         | F20/F21                         | F20/F21                         | F20/F21                         | F20/F21                         | F20/F21                         | F40                             | F40                             | F40                             | F40                             | F40                             | F40                             |                                 |                                 |
| Compacte middenklasse           | 2                               |                                 |                                 |                                 |                                 |                                 |                                 |                                 |                                 |                                 |                                 |                                 |                                 |                                 |                                 |                                 |                                 |                                 |                                 |                                 |                                 |                                 |                                 |                                 |                                 |                                 |                                 |                                 |                                 |                                 |                                 |                                 |                                 |                                 |                                 |                                 |                                 |                                 |                                 |                                 |                                 |                                 |                                 |                                 |                                 |                                 |                                 |                                 |                                 |                                 |                                 |                                 |                                 |                                 |                                 |                                 |                                 |                                 |                                 |                                 |                                 |                                 |                                 |                                 |                                 |                                 |                                 |                                 | F44                             | F44                             | F44                             | F44                             | F44                             | F44                             |                                 |                                 |
| Middenklasse                    | 3                               |                                 |                                 |                                 |                                 |                                 |                                 |                                 |                                 |                                 |                                 |                                 |                                 |                                 |                                 | 1602/1802/2002                  | 1602/1802/2002                  | 1602/1802/2002                  | 1602/1802/2002                  | 1602/1802/2002                  | 1602/1802/2002                  | 1602/1802/2002                  | 1602/1802/2002                  | 1602/1802/2002                  | E21                             | E21                             | E21                             | E21                             | E21                             | E21                             | E21                             | E21                             | E30                             | E30                             | E30                             | E30                             | E30                             | E30                             | E30                             | E30                             | E30                             | E36                             | E36                             | E36                             | E36                             | E36                             | E36                             | E36                             | E46                             | E46                             | E46                             | E46                             | E46                             | E46                             | E46                             | E90-E93                         | E90-E93                         | E90-E93                         | E90-E93                         | E90-E93                         | E90-E93                         | F30-F31                         | F30-F31                         | F30-F31                         | F30-F31                         | F30-F31                         | F30-F31                         | F30-F31                         | G20                             | G20                             | G20                             | G20                             | G20                             | G20                             |                                 |                                 |
| Middenklasse                    | 3 GT                            |                                 |                                 |                                 |                                 |                                 |                                 |                                 |                                 |                                 |                                 |                                 |                                 |                                 |                                 |                                 | 1600 GT                         | 1600 GT                         |                                 |                                 |                                 |                                 |                                 |                                 |                                 |                                 |                                 |                                 |                                 |                                 |                                 |                                 |                                 |                                 |                                 |                                 |                                 |                                 |                                 |                                 |                                 |                                 |                                 |                                 |                                 |                                 |                                 |                                 |                                 |                                 |                                 |                                 |                                 |                                 |                                 |                                 |                                 |                                 |                                 |                                 |                                 |                                 | F34                             | F34                             | F34                             | F34                             | F34                             | F34                             | F34                             | F34                             |                                 |                                 |                                 |                                 |                                 |                                 |
| Hogere Middenklasse             | 5                               |                                 |                                 |                                 |                                 |                                 |                                 |                                 |                                 |                                 | 1500/1800/2000                  | 1500/1800/2000                  | 1500/1800/2000                  | 1500/1800/2000                  | 1500/1800/2000                  | 1500/1800/2000                  | 1500/1800/2000                  | 1500/1800/2000                  | 1500/1800/2000                  | 1500/1800/2000                  | 1500/1800/2000                  | 1500/1800/2000                  | E12                             | E12                             | E12                             | E12                             | E12                             | E12                             | E12                             | E12                             | E28                             | E28                             | E28                             | E28                             | E28                             | E28                             | E28                             | E34                             | E34                             | E34                             | E34                             | E34                             | E34                             | E34                             | E34                             | E39                             | E39                             | E39                             | E39                             | E39                             | E39                             | E39                             | E60-E62                         | E60-E62                         | E60-E62                         | E60-E62                         | E60-E62                         | E60-E62                         | E60-E62                         | F10                             | F10                             | F10                             | F10                             | F10                             | F10                             | G30                             | G30                             | G30                             | G30                             | G30                             | G30                             | G30                             | G60                             | G60                             |                                 |                                 |
| Hogere Middenklasse             | 5 GT                            |                                 |                                 |                                 |                                 |                                 |                                 |                                 |                                 |                                 |                                 |                                 |                                 |                                 |                                 |                                 |                                 |                                 |                                 |                                 |                                 |                                 |                                 |                                 |                                 |                                 |                                 |                                 |                                 |                                 |                                 |                                 |                                 |                                 |                                 |                                 |                                 |                                 |                                 |                                 |                                 |                                 |                                 |                                 |                                 |                                 |                                 |                                 |                                 |                                 |                                 |                                 |                                 |                                 |                                 |                                 |                                 |                                 |                                 | F07                             | F07                             | F07                             | F07                             | F07                             | F07                             |                                 |                                 |                                 |                                 |                                 |                                 |                                 |                                 |                                 |                                 |                                 |
| Topklasse                       | 7                               | 501/502/2.6/3.2/2600/3200       | 501/502/2.6/3.2/2600/3200       | 501/502/2.6/3.2/2600/3200       | 501/502/2.6/3.2/2600/3200       | 501/502/2.6/3.2/2600/3200       | 501/502/2.6/3.2/2600/3200       | 501/502/2.6/3.2/2600/3200       | 501/502/2.6/3.2/2600/3200       | 501/502/2.6/3.2/2600/3200       | 501/502/2.6/3.2/2600/3200       | 501/502/2.6/3.2/2600/3200       | 501/502/2.6/3.2/2600/3200       | 501/502/2.6/3.2/2600/3200       |                                 |                                 |                                 | E3                              | E3                              | E3                              | E3                              | E3                              | E3                              | E3                              | E3                              | E3                              | E3                              | E23                             | E23                             | E23                             | E23                             | E23                             | E23                             | E23                             | E23                             | E23                             | E32                             | E32                             | E32                             | E32                             | E32                             | E32                             | E32                             | E32                             | E38                             | E38                             | E38                             | E38                             | E38                             | E38                             | E65/E66                         | E65/E66                         | E65/E66                         | E65/E66                         | E65/E66                         | E65/E66                         | E65/E66                         | F01/F02                         | F01/F02                         | F01/F02                         | F01/F02                         | F01/F02                         | F01/F02                         | F01/F02                         | G11                             | G11                             | G11                             | G11                             | G11                             | G11                             | G11                             | G70                             | G70                             | G70                             |                                 |                                 |
| Coupé                           | 2                               |                                 |                                 |                                 |                                 |                                 |                                 |                                 |                                 |                                 |                                 |                                 |                                 |                                 |                                 |                                 |                                 |                                 |                                 |                                 |                                 |                                 |                                 |                                 |                                 |                                 |                                 |                                 |                                 |                                 |                                 |                                 |                                 |                                 |                                 |                                 |                                 |                                 |                                 |                                 |                                 |                                 |                                 |                                 |                                 |                                 |                                 |                                 |                                 |                                 |                                 |                                 |                                 |                                 |                                 |                                 |                                 |                                 |                                 |                                 |                                 |                                 | F22                             | F22                             | F22                             | F22                             | F22                             | F22                             | F22                             | F22                             | G42                             | G42                             | G42                             | G42                             | G42                             | G42                             |
| Coupé                           | 4                               |                                 |                                 |                                 |                                 |                                 |                                 |                                 |                                 |                                 |                                 |                                 |                                 |                                 |                                 |                                 |                                 |                                 |                                 |                                 |                                 |                                 |                                 |                                 |                                 |                                 |                                 |                                 |                                 |                                 |                                 |                                 |                                 |                                 |                                 |                                 |                                 |                                 |                                 |                                 |                                 |                                 |                                 |                                 |                                 |                                 |                                 |                                 |                                 |                                 |                                 |                                 |                                 |                                 |                                 |                                 |                                 |                                 |                                 |                                 |                                 |                                 | F32                             | F32                             | F32                             | F32                             | F32                             | F32                             | F32                             | G22                             | G22                             | G22                             | G22                             | G22                             |                                 |                                 |
| Coupé                           | 4                               |                                 |                                 |                                 |                                 |                                 |                                 |                                 |                                 |                                 |                                 |                                 |                                 |                                 |                                 |                                 |                                 |                                 |                                 |                                 |                                 |                                 |                                 |                                 |                                 |                                 |                                 |                                 |                                 |                                 |                                 |                                 |                                 |                                 |                                 |                                 |                                 |                                 |                                 |                                 |                                 |                                 |                                 |                                 |                                 |                                 |                                 |                                 |                                 |                                 |                                 |                                 |                                 |                                 |                                 |                                 |                                 |                                 |                                 |                                 |                                 |                                 |                                 |                                 |                                 |                                 |                                 |                                 | i4 (G26)                        |                                 |                                 |                                 |                                 |                                 |                                 |                                 |
| Coupé                           | 6                               |                                 |                                 |                                 |                                 |                                 |                                 |                                 |                                 |                                 |                                 |                                 |                                 |                                 | 2000 CS                         | 2000 CS                         | 2000 CS                         | 2000 CS                         | E9                              | E9                              | E9                              | E9                              | E9                              | E9                              | E9                              | E24                             | E24                             | E24                             | E24                             | E24                             | E24                             | E24                             | E24                             | E24                             | E24                             | E24                             | E24                             | E24                             | E24                             |                                 |                                 |                                 |                                 |                                 |                                 |                                 |                                 |                                 |                                 |                                 |                                 |                                 |                                 | E63/E64                         | E63/E64                         | E63/E64                         | E63/E64                         | E63/E64                         | E63/E64                         | E63/E64                         | F12/F13                         | F12/F13                         | F12/F13                         | F12/F13                         | F12/F13                         | F12/F13                         | G32                             | G32                             | G32                             | G32                             | G32                             | G32                             | G32                             |                                 |                                 |                                 |
| Coupé                           | 8                               |                                 |                                 |                                 |                                 |                                 |                                 |                                 |                                 |                                 |                                 | 3200 CS                         | 3200 CS                         | 3200 CS                         |                                 |                                 | Glas 3000 V8                    | Glas 3000 V8                    |                                 |                                 |                                 |                                 |                                 |                                 |                                 |                                 |                                 |                                 |                                 |                                 |                                 |                                 |                                 |                                 |                                 |                                 |                                 |                                 | E31                             | E31                             | E31                             | E31                             | E31                             | E31                             | E31                             | E31                             | E31                             | E31                             | E31                             |                                 |                                 |                                 |                                 |                                 |                                 |                                 |                                 |                                 |                                 |                                 |                                 |                                 |                                 |                                 |                                 |                                 |                                 | G15                             | G15                             | G15                             | G15                             | G15                             | G15                             | G15                             |                                 |                                 |
| Roadsters                       | Z                               |                                 |                                 |                                 |                                 |                                 |                                 |                                 |                                 |                                 |                                 |                                 |                                 |                                 |                                 |                                 |                                 |                                 |                                 |                                 |                                 |                                 |                                 |                                 |                                 |                                 |                                 |                                 |                                 |                                 |                                 |                                 |                                 |                                 |                                 |                                 |                                 | Z1 (E30)                        | Z1 (E30)                        | Z1 (E30)                        | Z1 (E30)                        |                                 |                                 |                                 |                                 | Z3 (E36)                        | Z3 (E36)                        | Z3 (E36)                        | Z3 (E36)                        | Z3 (E36)                        | Z3 (E36)                        | Z3 (E36)                        | Z4 (E85/E86)                    | Z4 (E85/E86)                    | Z4 (E85/E86)                    | Z4 (E85/E86)                    | Z4 (E85/E86)                    | Z4 (E85/E86)                    | Z4 (E89)                        | Z4 (E89)                        | Z4 (E89)                        | Z4 (E89)                        | Z4 (E89)                        | Z4 (E89)                        | Z4 (E89)                        |                                 |                                 | Z4 (G29)                        | Z4 (G29)                        | Z4 (G29)                        | Z4 (G29)                        | Z4 (G29)                        | Z4 (G29)                        | Z4 (G29)                        |                                 |                                 |
| Roadsters                       | Z                               |                                 |                                 |                                 |                                 |                                 |                                 |                                 |                                 |                                 |                                 |                                 |                                 |                                 |                                 |                                 |                                 |                                 |                                 |                                 |                                 |                                 |                                 |                                 |                                 |                                 |                                 |                                 |                                 |                                 |                                 |                                 |                                 |                                 |                                 |                                 |                                 |                                 |                                 |                                 |                                 |                                 |                                 |                                 |                                 |                                 |                                 | Z8 (E52)                        |                                 |                                 |                                 |                                 |                                 |                                 |                                 |                                 |                                 |                                 |                                 |                                 |                                 |                                 |                                 |                                 |                                 |                                 |                                 |                                 |                                 |                                 |                                 |                                 |                                 |                                 |                                 |                                 |
| Sportwagens                     |                                 |                                 |                                 |                                 |                                 | 503/507                         | 503/507                         | 503/507                         | 503/507                         |                                 |                                 |                                 |                                 |                                 |                                 |                                 |                                 |                                 |                                 |                                 |                                 |                                 |                                 |                                 |                                 |                                 |                                 | M1                              | M1                              | M1                              | M1                              |                                 |                                 |                                 |                                 |                                 |                                 |                                 |                                 |                                 |                                 |                                 |                                 |                                 |                                 |                                 |                                 |                                 |                                 |                                 |                                 |                                 |                                 |                                 |                                 |                                 |                                 |                                 |                                 |                                 |                                 |                                 |                                 | i8 (I12/I15)                    | i8 (I12/I15)                    | i8 (I12/I15)                    | i8 (I12/I15)                    | i8 (I12/I15)                    | i8 (I12/I15)                    | i8 (I12/I15)                    |                                 |                                 |                                 |                                 |                                 |                                 |
| MPV                             | 2                               |                                 |                                 |                                 |                                 |                                 |                                 |                                 |                                 |                                 |                                 |                                 |                                 |                                 |                                 |                                 |                                 |                                 |                                 |                                 |                                 |                                 |                                 |                                 |                                 |                                 |                                 |                                 |                                 |                                 |                                 |                                 |                                 |                                 |                                 |                                 |                                 |                                 |                                 |                                 |                                 |                                 |                                 |                                 |                                 |                                 |                                 |                                 |                                 |                                 |                                 |                                 |                                 |                                 |                                 |                                 |                                 |                                 |                                 |                                 |                                 |                                 |                                 | F45/F46                         | F45/F46                         | F45/F46                         | F45/F46                         | F45/F46                         | F45/F46                         | F45/F46                         | F45/F46                         | U06                             | U06                             | U06                             |                                 |                                 |
| SUV                             | X1                              |                                 |                                 |                                 |                                 |                                 |                                 |                                 |                                 |                                 |                                 |                                 |                                 |                                 |                                 |                                 |                                 |                                 |                                 |                                 |                                 |                                 |                                 |                                 |                                 |                                 |                                 |                                 |                                 |                                 |                                 |                                 |                                 |                                 |                                 |                                 |                                 |                                 |                                 |                                 |                                 |                                 |                                 |                                 |                                 |                                 |                                 |                                 |                                 |                                 |                                 |                                 |                                 |                                 |                                 |                                 |                                 |                                 |                                 | E84                             | E84                             | E84                             | E84                             | E84                             | E84                             | F48                             | F48                             | F48                             | F48                             | F48                             | F48                             | U11                             | U11                             | U11                             |                                 |                                 |
| SUV                             | X1                              |                                 |                                 |                                 |                                 |                                 |                                 |                                 |                                 |                                 |                                 |                                 |                                 |                                 |                                 |                                 |                                 |                                 |                                 |                                 |                                 |                                 |                                 |                                 |                                 |                                 |                                 |                                 |                                 |                                 |                                 |                                 |                                 |                                 |                                 |                                 |                                 |                                 |                                 |                                 |                                 |                                 |                                 |                                 |                                 |                                 |                                 |                                 |                                 |                                 |                                 |                                 |                                 |                                 |                                 |                                 |                                 |                                 |                                 |                                 |                                 |                                 |                                 |                                 |                                 |                                 |                                 |                                 |                                 | iX1 (U11)                       |                                 |                                 |                                 |                                 |                                 |                                 |
| SUV                             | X2                              |                                 |                                 |                                 |                                 |                                 |                                 |                                 |                                 |                                 |                                 |                                 |                                 |                                 |                                 |                                 |                                 |                                 |                                 |                                 |                                 |                                 |                                 |                                 |                                 |                                 |                                 |                                 |                                 |                                 |                                 |                                 |                                 |                                 |                                 |                                 |                                 |                                 |                                 |                                 |                                 |                                 |                                 |                                 |                                 |                                 |                                 |                                 |                                 |                                 |                                 |                                 |                                 |                                 |                                 |                                 |                                 |                                 |                                 |                                 |                                 |                                 |                                 |                                 |                                 |                                 |                                 | F39                             | F39                             | F39                             | F39                             | F39                             | F39                             | U10                             |                                 |                                 |
| SUV                             | X2                              |                                 |                                 |                                 |                                 |                                 |                                 |                                 |                                 |                                 |                                 |                                 |                                 |                                 |                                 |                                 |                                 |                                 |                                 |                                 |                                 |                                 |                                 |                                 |                                 |                                 |                                 |                                 |                                 |                                 |                                 |                                 |                                 |                                 |                                 |                                 |                                 |                                 |                                 |                                 |                                 |                                 |                                 |                                 |                                 |                                 |                                 |                                 |                                 |                                 |                                 |                                 |                                 |                                 |                                 |                                 |                                 |                                 |                                 |                                 |                                 |                                 |                                 |                                 |                                 |                                 |                                 |                                 |                                 |                                 |                                 | iX2 (U10)                       |                                 |                                 |                                 |                                 |
| SUV                             | X3                              |                                 |                                 |                                 |                                 |                                 |                                 |                                 |                                 |                                 |                                 |                                 |                                 |                                 |                                 |                                 |                                 |                                 |                                 |                                 |                                 |                                 |                                 |                                 |                                 |                                 |                                 |                                 |                                 |                                 |                                 |                                 |                                 |                                 |                                 |                                 |                                 |                                 |                                 |                                 |                                 |                                 |                                 |                                 |                                 |                                 |                                 |                                 |                                 |                                 |                                 |                                 |                                 | E83                             | E83                             | E83                             | E83                             | E83                             | E83                             | E83                             | E83                             | F25                             | F25                             | F25                             | F25                             | F25                             | F25                             | G01                             | G01                             | G01                             | G01                             | G01                             | G01                             | G01                             |                                 |                                 |
| SUV                             | X3                              |                                 |                                 |                                 |                                 |                                 |                                 |                                 |                                 |                                 |                                 |                                 |                                 |                                 |                                 |                                 |                                 |                                 |                                 |                                 |                                 |                                 |                                 |                                 |                                 |                                 |                                 |                                 |                                 |                                 |                                 |                                 |                                 |                                 |                                 |                                 |                                 |                                 |                                 |                                 |                                 |                                 |                                 |                                 |                                 |                                 |                                 |                                 |                                 |                                 |                                 |                                 |                                 |                                 |                                 |                                 |                                 |                                 |                                 |                                 |                                 |                                 |                                 |                                 |                                 |                                 |                                 | iX3 (G08)                       |                                 |                                 |                                 |                                 |                                 |                                 |                                 |                                 |
| SUV                             | X4                              |                                 |                                 |                                 |                                 |                                 |                                 |                                 |                                 |                                 |                                 |                                 |                                 |                                 |                                 |                                 |                                 |                                 |                                 |                                 |                                 |                                 |                                 |                                 |                                 |                                 |                                 |                                 |                                 |                                 |                                 |                                 |                                 |                                 |                                 |                                 |                                 |                                 |                                 |                                 |                                 |                                 |                                 |                                 |                                 |                                 |                                 |                                 |                                 |                                 |                                 |                                 |                                 |                                 |                                 |                                 |                                 |                                 |                                 |                                 |                                 |                                 |                                 | F26                             | F26                             | F26                             | F26                             | G02                             | G02                             | G02                             | G02                             | G02                             | G02                             | G02                             |                                 |                                 |
| SUV                             | X5                              |                                 |                                 |                                 |                                 |                                 |                                 |                                 |                                 |                                 |                                 |                                 |                                 |                                 |                                 |                                 |                                 |                                 |                                 |                                 |                                 |                                 |                                 |                                 |                                 |                                 |                                 |                                 |                                 |                                 |                                 |                                 |                                 |                                 |                                 |                                 |                                 |                                 |                                 |                                 |                                 |                                 |                                 |                                 |                                 |                                 |                                 |                                 | E53                             | E53                             | E53                             | E53                             | E53                             | E53                             | E53                             | E70                             | E70                             | E70                             | E70                             | E70                             | E70                             | E70                             | F15                             | F15                             | F15                             | F15                             | F15                             | G05                             | G05                             | G05                             | G05                             | G05                             | G05                             | G05                             |                                 |                                 |
| SUV                             | X6                              |                                 |                                 |                                 |                                 |                                 |                                 |                                 |                                 |                                 |                                 |                                 |                                 |                                 |                                 |                                 |                                 |                                 |                                 |                                 |                                 |                                 |                                 |                                 |                                 |                                 |                                 |                                 |                                 |                                 |                                 |                                 |                                 |                                 |                                 |                                 |                                 |                                 |                                 |                                 |                                 |                                 |                                 |                                 |                                 |                                 |                                 |                                 |                                 |                                 |                                 |                                 |                                 |                                 |                                 |                                 |                                 | E71                             | E71                             | E71                             | E71                             | E71                             | E71                             | F16                             | F16                             | F16                             | F16                             | F16                             | F16                             | G06                             | G06                             | G06                             | G06                             | G06                             |                                 |                                 |
| SUV                             | X7                              |                                 |                                 |                                 |                                 |                                 |                                 |                                 |                                 |                                 |                                 |                                 |                                 |                                 |                                 |                                 |                                 |                                 |                                 |                                 |                                 |                                 |                                 |                                 |                                 |                                 |                                 |                                 |                                 |                                 |                                 |                                 |                                 |                                 |                                 |                                 |                                 |                                 |                                 |                                 |                                 |                                 |                                 |                                 |                                 |                                 |                                 |                                 |                                 |                                 |                                 |                                 |                                 |                                 |                                 |                                 |                                 |                                 |                                 |                                 |                                 |                                 |                                 |                                 |                                 |                                 |                                 | G07                             | G07                             | G07                             | G07                             | G07                             | G07                             | G07                             |                                 |                                 |
| SUV                             | iX                              |                                 |                                 |                                 |                                 |                                 |                                 |                                 |                                 |                                 |                                 |                                 |                                 |                                 |                                 |                                 |                                 |                                 |                                 |                                 |                                 |                                 |                                 |                                 |                                 |                                 |                                 |                                 |                                 |                                 |                                 |                                 |                                 |                                 |                                 |                                 |                                 |                                 |                                 |                                 |                                 |                                 |                                 |                                 |                                 |                                 |                                 |                                 |                                 |                                 |                                 |                                 |                                 |                                 |                                 |                                 |                                 |                                 |                                 |                                 |                                 |                                 |                                 |                                 |                                 |                                 |                                 |                                 |                                 |                                 | I20                             | I20                             | I20                             | I20                             |                                 |                                 |

## Autosport
BMW is groot geworden door de autosport. Er zijn veel successen behaald in de belangrijkste nationale en internationale competities op het gebied van toerwagens. Kenmerkend voor BMW was vooral de verwantschap tussen de raceauto's enerzijds en de in serie geproduceerde auto's anderzijds, aldus Niki Lauda. In de formule 1 is BMW vooral succesvol geweest als motorenleverancier van het Engelse Brabham team. Met de sterke 1,5 liter viercilinder turbomotor werd Nelson Piquet in 1983 wereldkampioen. Het was de eerste keer in de geschiedenis van de formule 1 dat een auto voorzien van een turbomotor wereldkampioen werd. Later was BMW nog motorenleverancier voor het team BMW-Williams tussen 2000 en 2005. BMW stopte de samenwerking met Williams na het seizoen van 2005. Het kocht het Formule 1-team van Peter Sauber voor de aanvang van het seizoen 2006. Tot en met seizoen 2009 was BMW eigenaar van het team BMW Sauber. BMW heeft zijn eigen raceklasse in Nederland namelijk de BMW 130i Cup.

## Sponsoring

### BMW Groep
De BMW Groep sponsort drie kernsporten: autosport/motorsport, golf en zeilen. De sponsorships deelt BMW in op drie niveaus. Het 1e niveau zijn de sponsorships met internationaal bereik.
Golf
- Titelsponsor BMW International Open in Eichenried/Pulheim-Stommeln (Europese PGA Tour) - vanaf 1989
- Titelsponsor BMW PGA Championship in Virginia Water, Engeland (Europese PGA Tour) - vanaf 2005[23]
- Titelsponsor BMW Championship in Englewood, Verenigde Staten (Amerikaanse PGA Tour) - vanaf 2007
- Titelsponsor BMW Ladies Championship in Busan, Zuid-Korea (LPGA Tour) - vanaf 2019
- Titelsponsor BMW Golf Cup - vanaf 1995 (de grootste internationale toernooiserie voor amateurgolfers)
- Titelsponsor BMW Indoor Invitational - 2020 (virtueel toernooi)
- Titelsponsor BMW Masters in Shanghai, China (Europese PGA Tour) - van 2012 t/m 2015
- Titelsponsor BMW Italian Open in Turijn, Italië (Europese PGA Tour) - van 2009 t/m 2012
- Titelsponsor BMW Asian Open in Shanghai, China (Europese PGA Tour) - van 2001 t/m 2008
- Titelsponsor BMW Russian Open in Moskou, Rusland (Europese PGA Tour) - van 1999 t/m 2004
- Officiële autopartner Europese PGA Tour[24]
- Wereldwijde partner Ryder Cup 2021, 2023[25]
- Officiële partner Ryder Cup 2010, 2014, 2018
- Officiële autopartner Ryder Cup 2006

Autosport/motorsport
- Constructeursteam Deutsche Tourenwagen-Masters (DTM) - van 1984 t/m 1994 en vanaf 2012
- Officiële fabrieksteam Formule E met als naam BMW i Andretti Motorsport - vanaf 2018/19[27]
- Constructeur FIA World Endurance Championship GTE - 2018/19

Zeilen
- Officiële automobielpartner zeilteam American Magic (deelgenomen aan America's Cup) - 2021[28]
- Titelsponsor zeilteam BMW Oracle Racing (deelgenomen aan America's Cup) - 2007 en 2010
- Titelsponsor BMW Sailing Cup - van 2006 t/m 2013 (grootste amateurzeilwedstrijd van de wereld)

### BMW Deutschland
Wintersport
- Titelsponsor BMW IBU biatlon wereldbeker - vanaf 2014/2015[29][30]
- Hoofdsponsor E.ON IBU biatlon wereldbeker - van 2010/2011 t/m 2013/2014[31]
- Titelsponsor FIBT bob- en skeleton wereldbeker - vanaf 2015/2016[32]
- Hoofdsponsor FIBT bob- en skeleton wereldbeker - vanaf 2014/2015[33]
- Titelsponsor FIBT bob- en skeleton wereldkampioenschappen - vanaf 2015
- Hoofdsponsor FIL wereldbeker rodelen - vanaf 2015/2016
- Premiumpartner Bob- und Schlittenverband für Deutschland[34]

Tennis
- Titelsponsor ATP-toernooi van München (BMW Open) - vanaf 1990

Multi-sport
- Premium partner Europese kampioenschappen 2022 in München

### BMW Italia
Tennis
- Officiële sponsor tennistoernooi van Rome (Internazionali BNL d'Italia) - vanaf 2020[35]
- Officiële autopartner Italiaanse Tennisfederatie "Federazione Italiana Tennis (FIT)" - vanaf maart 2020